# Lijst van Tweede Kamerleden 1905-1909
Lijst van Tweede Kamerleden 1905-1909 geeft een overzicht van de leden van de Nederlandse Tweede Kamer in de periode tussen de algemene verkiezingen van 1905 en de algemene verkiezingen van 1909. De zittingsperiode van de Tweede Kamer ging in op 19 september 1905 en eindigde op 20 september 1909.
De Tweede Kamer telde 100 leden. Zij werden gekozen voor een termijn van vier jaar.
| Naam                              | partij          | district           | begindatum        | einddatum         | refs    |
| --------------------------------- | --------------- | ------------------ | ----------------- | ----------------- | ------- |
| Piet Aalberse                     | AB              | Almelo             | 19 september 1905 | 20 september 1909 | [ 2 ]   |
| Jan van Alphen                    | ARP             | Ommen              | 19 september 1905 | 9 september 1908  | [ 3 ]   |
| Antoine Arts                      | AB              | Tilburg            | 19 september 1905 | 20 september 1909 | [ 4 ]   |
| Hubert van Asch van Wijck         | ARP             | Amersfoort         | 19 september 1905 | 20 september 1909 | [ 5 ]   |
| Willem de Beaufort                | vrije liberalen | Amsterdam VI       | 19 september 1905 | 20 september 1909 | [ 6 ]   |
| Jean Beckers                      | AB              | Sittard            | 19 september 1905 | 20 september 1909 | [ 7 ]   |
| Isaäc van den Berch van Heemstede | AB              | Oosterhout         | 19 september 1905 | 20 september 1909 | [ 8 ]   |
| Samuel van den Bergh              | LU              | Rotterdam I        | 19 september 1905 | 20 september 1909 | [ 9 ]   |
| Zadok van den Bergh               | VDB             | Den Helder         | 19 september 1905 | 20 september 1909 | [ 10 ]  |
| Cornelis Blooker                  | vrije liberalen | Amsterdam VII      | 19 september 1905 | 20 september 1909 | [ 11 ]  |
| Klaas de Boer                     | LU              | Zaandam            | 19 september 1905 | 20 september 1909 | [ 12 ]  |
| Willem Bogaardt                   | AB              | Breda              | 13 februari 1906  | 20 september 1909 | [ 13 ]  |
| Frans Bolsius                     | AB              | Roermond           | 19 september 1905 | 20 september 1909 | [ 14 ]  |
| Allard van der Borch van Verwolde | ARP             | Ridderkerk         | 19 september 1905 | 20 september 1909 | [ 15 ]  |
| Dirk Bos                          | VDB             | Winschoten         | 19 september 1905 | 20 september 1909 | [ 16 ]  |
| Maurits Brants                    | ARP             | Ede                | 19 september 1905 | 1 januari 1907    | [ 17 ]  |
| Anthony Brummelkamp               | ARP             | Loosduinen         | 19 september 1905 | 20 september 1909 | [ 18 ]  |
| Frederik van Bylandt              | CHP             | Apeldoorn          | 19 september 1905 | 20 september 1909 | [ 19 ]  |
| Schelto van Citters               | ARP             | Ede                | 6 maart 1907      | 9 juli 1909       | [ 20 ]  |
| Alexander van Dedem               | CHP             | Zwolle             | 19 september 1905 | 20 september 1909 | [ 21 ]  |
| Coen van Deventer                 | VDB             | Amsterdam IX       | 19 september 1905 | 20 september 1909 | [ 22 ]  |
| Willem Dolk                       | LU              | 's-Gravenhage II   | 19 september 1905 | 20 september 1909 | [ 23 ]  |
| Willems van Doorn                 | LU              | Gouda              | 19 september 1905 | 20 september 1909 | [ 24 ]  |
| Hendrik Drucker                   | VDB             | Groningen          | 19 september 1905 | 20 september 1909 | [ 25 ]  |
| Lodewijk Duymaer van Twist        | ARP             | Steenwijk          | 19 september 1905 | 20 september 1909 | [ 26 ]  |
| Theodorus Duynstee                | AB              | Druten             | 19 september 1905 | 20 september 1909 | [ 27 ]  |
| Kornelis Eland                    | LU              | Arnhem             | 19 september 1905 | 20 september 1909 | [ 28 ]  |
| Petrus Ferf                       | LU              | Hoorn              | 19 september 1905 | 20 september 1909 | [ 29 ]  |
| Pieter van Foreest                | vrije liberalen | Alkmaar            | 19 september 1905 | 20 september 1909 | [ 30 ]  |
| Petrus Fruytier                   | AB              | Hontenisse         | 19 september 1905 | 20 september 1909 | [ 31 ]  |
| Dirk de Geer                      | CHP             | Schiedam           | 4 november 1907   | 20 september 1909 | [ 32 ]  |
| Hugo van Gijn                     | LU              | Dordrecht          | 19 september 1905 | 20 september 1909 | [ 33 ]  |
| Hendrik Goeman Borgesius          | LU              | Enkhuizen          | 19 september 1905 | 20 september 1909 | [ 34 ]  |
| Theo Heemskerk                    | ARP             | Sliedrecht         | 19 september 1905 | 11 februari 1908  | [ 35 ]  |
| Schelto van Heemstra              | ARP             | Hilversum          | 19 september 1905 | 20 september 1909 | [ 36 ]  |
| Willem Helsdingen                 | SDAP            | Franeker           | 23 oktober 1907   | 20 september 1909 | [ 37 ]  |
| Pieter Hennequin                  | vrije liberalen | Oostburg           | 19 september 1905 | 20 september 1909 | [ 38 ]  |
| Vincent van den Heuvel            | AB              | Eindhoven          | 19 september 1905 | 20 september 1909 | [ 39 ]  |
| Henri Hubrecht                    | LU              | Amsterdam I        | 19 september 1905 | 20 september 1909 | [ 40 ]  |
| Frederik Hugenholtz               | SDAP            | Weststellingwerf   | 19 september 1905 | 20 september 1909 | [ 41 ]  |
| Johan van Idsinga                 | CHP             | Bodegraven         | 19 september 1905 | 20 september 1909 | [ 42 ]  |
| Gerrit Jannink                    | LU              | Lochem             | 19 september 1905 | 20 september 1909 | [ 43 ]  |
| Joannes Jansen                    | LU              | 's-Gravenhage III  | 19 september 1905 | 20 september 1909 | [ 44 ]  |
| Frans Janssen                     | AB              | Maastricht         | 19 september 1905 | 20 september 1909 | [ 45 ]  |
| Abraham van Karnebeek             | vrije liberalen | Utrecht I          | 19 september 1905 | 20 september 1909 | [ 46 ]  |
| Theo Ketelaar                     | VDB             | Amsterdam V        | 19 september 1905 | 20 september 1909 | [ 47 ]  |
| Dirk de Klerk                     | LU              | Rotterdam II       | 19 september 1905 | 20 september 1909 | [ 48 ]  |
| Henri van Kol                     | SDAP            | Enschede           | 19 september 1905 | 20 september 1909 | [ 49 ]  |
| Maximilien Kolkman                | AB              | Rheden             | 19 september 1905 | 12 februari 1908  | [ 50 ]  |
| Dionysius Koolen                  | AB              | Grave              | 19 september 1905 | 20 september 1909 | [ 51 ]  |
| Abraham Kuyper                    | ARP             | Ommen              | 13 november 1908  | 20 september 1909 | [ 52 ]  |
| Kornelis ter Laan                 | SDAP            | Hoogezand          | 19 september 1905 | 20 september 1909 | [ 53 ]  |
| Cornelis Lely                     | LU              | Amsterdam II       | 23 december 1905  | 20 september 1909 | [ 54 ]  |
| Franciscus Lieftinck              | LU              | Zutphen            | 19 september 1905 | 20 september 1909 | [ 55 ]  |
| Joseph Limburg                    | VDB             | 's-Gravenhage I    | 19 september 1905 | 20 september 1909 | [ 56 ]  |
| Otto van Limburg Stirum           | CHP             | Schiedam           | 19 september 1905 | 27 augustus 1907  | [ 57 ]  |
| Jan Loeff                         | AB              | Waalwijk           | 19 september 1905 | 20 september 1909 | [ 58 ]  |
| Christiaan Lucasse                | ARP             | Middelburg         | 19 september 1905 | 20 september 1909 | [ 59 ]  |
| Willem van Manen                  | ARP             | Ede                | 16 september 1909 | 20 september 1909 | [ 60 ]  |
| Henri Marchant                    | VDB             | Deventer           | 19 september 1905 | 20 september 1909 | [ 61 ]  |
| Pieter Mees                       | VDB             | Rotterdam V        | 19 september 1905 | 20 september 1909 | [ 62 ]  |
| Louis Michiels van Verduynen      | AB              | Breda              | 19 september 1905 | 1 oktober 1905    | [ 63 ]  |
| Jan van der Molen                 | ARP             | Sliedrecht         | 18 maart 1908     | 20 september 1909 | [ 64 ]  |
| Joseph van Nispen tot Sevenaer    | AB              | Rheden             | 18 maart 1908     | 20 september 1909 | [ 65 ]  |
| Octaaf van Nispen tot Sevenaer    | AB              | Nijmegen           | 19 september 1905 | 20 september 1909 | [ 66 ]  |
| Wiel Nolens                       | AB              | Venlo              | 19 september 1905 | 20 september 1909 | [ 67 ]  |
| Piet Nolting                      | VDB             | Amsterdam VIII     | 19 september 1905 | 20 september 1909 | [ 68 ]  |
| Hendrik Okma                      | ARP             | Sneek              | 19 september 1905 | 25 oktober 1907   | [ 69 ]  |
| Willem Passtoors                  | AB              | Beverwijk          | 19 september 1905 | 20 september 1909 | [ 70 ]  |
| Rudolf Patijn                     | LU              | Zierikzee          | 20 september 1905 | 20 september 1909 | [ 71 ]  |
| Nicolaas Pierson                  | LU              | Gorinchem          | 19 september 1905 | 20 september 1909 | [ 72 ]  |
| Antoine Plate                     | vrije liberalen | Rotterdam IV       | 19 september 1905 | 20 september 1909 | [ 73 ]  |
| Hendrik Pollema                   | ARP             | Sneek              | 9 november 1908   | 20 september 1909 | [ 74 ]  |
| Lambert de Ram                    | AB              | Bergen op Zoom     | 19 september 1905 | 20 september 1909 | [ 75 ]  |
| Robert Regout                     | AB              | Helmond            | 19 september 1905 | 20 september 1909 | [ 76 ]  |
| Klaas Reyne                       | LU              | Kampen             | 19 september 1905 | 20 september 1909 | [ 77 ]  |
| Nicolaas de Ridder                | ARP             | Wijk bij Duurstede | 19 september 1905 | 20 september 1909 | [ 78 ]  |
| Joan Röell                        | vrije liberalen | Utrecht II         | 19 september 1905 | 20 september 1909 | [ 79 ]  |
| Petrus Roessingh                  | LU              | Emmen              | 19 september 1905 | 20 september 1909 | [ 80 ]  |
| Antonie Roodhuyzen                | LU              | Brielle            | 19 september 1905 | 20 september 1909 | [ 81 ]  |
| Charles Ruijs de Beerenbrouck     | AB              | Gulpen             | 19 september 1905 | 20 september 1909 | [ 82 ]  |
| Alexander van Sasse van Ysselt    | AB              | 's-Hertogenbosch   | 19 september 1905 | 20 september 1909 | [ 83 ]  |
| Alexander de Savornin Lohman      | CHP             | Goes               | 19 september 1905 | 20 september 1909 | [ 84 ]  |
| Jan Schaper                       | SDAP            | Appingedam         | 19 september 1905 | 20 september 1909 | [ 85 ]  |
| Jan Schokking                     | Friese Bond     | Harlingen          | 19 september 1905 | 20 september 1909 | [ 86 ]  |
| Harm Smeenge                      | LU              | Meppel             | 19 september 1905 | 20 september 1909 | [ 87 ]  |
| Eerke Smidt                       | VDB             | Veendam            | 19 september 1905 | 20 september 1909 | [ 88 ]  |
| Victor de Stuers                  | AB              | Weert              | 19 september 1905 | 20 september 1909 | [ 89 ]  |
| Floris van Styrum                 | vrije liberalen | Haarlem            | 19 september 1905 | 20 september 1909 | [ 90 ]  |
| Piet Tak                          | SDAP            | Franeker           | 19 september 1905 | 24 augustus 1907  | [ 91 ]  |
| Syb Talma                         | ARP             | Tietjerksteradeel  | 19 september 1905 | 12 februari 1908  | [ 92 ]  |
| Lodewijk Thomson                  | LU              | Leeuwarden         | 19 september 1905 | 20 september 1909 | [ 93 ]  |
| Willem Treub                      | VDB             | Assen              | 19 september 1905 | 20 september 1909 | [ 94 ]  |
| Pieter Jelles Troelstra           | SDAP            | Amsterdam III      | 19 september 1905 | 20 september 1909 | [ 95 ]  |
| Meinard Tydeman                   | vrije liberalen | Tiel               | 19 september 1905 | 20 september 1909 | [ 96 ]  |
| Rienk van Veen                    | CHP             | Dokkum             | 19 september 1905 | 20 september 1909 | [ 97 ]  |
| Henri van de Velde                | ARP             | Delft              | 19 september 1905 | 20 september 1909 | [ 98 ]  |
| Joor Verheij                      | LU              | Rotterdam III      | 19 september 1905 | 20 september 1909 | [ 99 ]  |
| Johannes de Visser                | CHP             | Leiden             | 13 november 1906  | 20 september 1909 | [ 100 ] |
| Pieter van Vliet                  | ARP             | Doetinchem         | 19 september 1905 | 20 september 1909 | [ 101 ] |
| Bernardus van Vlijmen             | AB              | Veghel             | 19 september 1905 | 20 september 1909 | [ 102 ] |
| Willem van der Vlugt              | vrije liberalen | Leiden             | 19 september 1905 | 18 september 1906 | [ 103 ] |
| Coenraad van der Voort van Zijp   | ARP             | Tietjerksteradeel  | 19 maart 1908     | 20 september 1909 | [ 104 ] |
| Simon de Vries                    | ARP             | Sneek              | 11 december 1907  | 18 september 1908 | [ 105 ] |
| Adrianus van Vuuren               | AB              | Zevenbergen        | 19 september 1905 | 20 september 1909 | [ 106 ] |
| Jan de Waal Malefijt              | ARP             | Breukelen          | 19 september 1905 | 20 september 1909 | [ 107 ] |
| Otto van Wassenaer van Catwijck   | CHP             | Katwijk            | 19 september 1905 | 20 september 1909 | [ 108 ] |
| Franciscus van Wichen             | AB              | Haarlemmermeer     | 19 september 1905 | 20 september 1909 | [ 109 ] |
| Antoine van Wijnbergen            | AB              | Elst               | 19 september 1905 | 20 september 1909 | [ 110 ] |
| Jan IJzerman                      | LU              | Amsterdam IV       | 19 september 1905 | 20 september 1909 | [ 111 ] |
| Geuchien Zijlma                   | LU              | Zuidhorn           | 19 september 1905 | 20 september 1909 | [ 112 ] |
| Geert van der Zwaag               | vrije socialist | Schoterland        | 19 september 1905 | 20 september 1909 | [ 113 ] |

1815-1818 ·
1818-1821 ·
1821-1824 ·
1824-1827 ·
1827-1830 ·
1830-1833 ·
1833-1836 ·
1836-1839 ·
1839-1842 ·
1842-1845 ·
1845-1848 ·
1848-1849 ·
1849-1850 ·
1850-1852 ·
1852-1853 ·
1853-1854 ·
1854-1856 ·
1856-1858 ·
1858-1860 ·
1860-1862 ·
1862-1864 ·
1864-1866 ·
1866 (sep) ·
1866-1868 ·
1868-1869 ·
1869-1871 ·
1871-1873 ·
1873-1875 ·
1875-1877 ·
1877-1879 ·
1879-1881 ·
1881-1883 ·
1883-1884 ·
1884-1886 ·
1886-1887 ·
1887-1888 ·
1888-1891 ·
1891-1894 ·
1894-1897 ·
1897-1901 ·
1901-1905 ·
1905-1909 ·
1909-1913 ·
1913-1917 ·
1917-1918 ·
1918-1922 ·
1922-1925 ·
1925-1929 ·
1929-1933 ·
1933-1937 ·
1937-1946 ·
1946-1948 ·
1948-1952 ·
1952-1956 ·
1956-1959 ·
1959-1963 ·
1963-1967 ·
1967-1971 ·
1971-1972 ·
1972-1977 ·
1977-1981 ·
1981-1982 ·
1982-1986 ·
1986-1989 ·
1989-1994 ·
1994-1998 ·
1998-2002 ·
2002-2003 ·
2003-2006 ·
2006-2010 ·
2010-2012 ·
2012-2017 ·
2017-2021 ·
2021-2023 ·
2023-heden
Overzicht historische zetelverdeling